# Pentanisia ouranogyne
Pentanisia ouranogyne là một loài thực vật có hoa trong họ Thiến thảo. Loài này được S.Moore mô tả khoa học đầu tiên năm 1880.